# نوريكو كوبو
نوريكو كوبو (باليابانية: 久保紀子؛ بالكانا: くぼ のりこ) هي مبارزة بالسيف يابانية، ولدت في 29 يناير 1972 في كوماموتو في اليابان.

## وصلات خارجية
- نوريكو كوبو على موقع أوليمبيديا (الإنجليزية)